# Omotesando (straat)
Omotesandō (表参道) is een boulevard in de speciale wijken Minato en Shibuya  in Tokio die loopt van de kruising met Aoyama Dori naar de Jingū-bashi (schrijnbrug) naast station Harajuku. De licht oplopende straat wordt aan weerszijden geflankeerd door zelkova's.

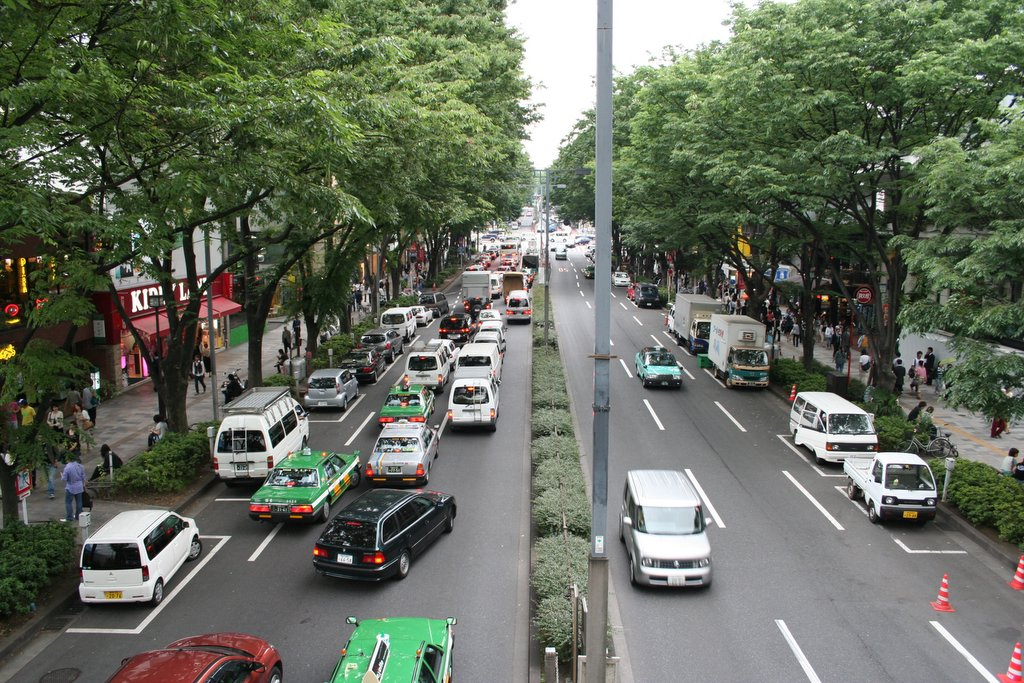
Omotesando gezien vanaf een voetgangersbrug

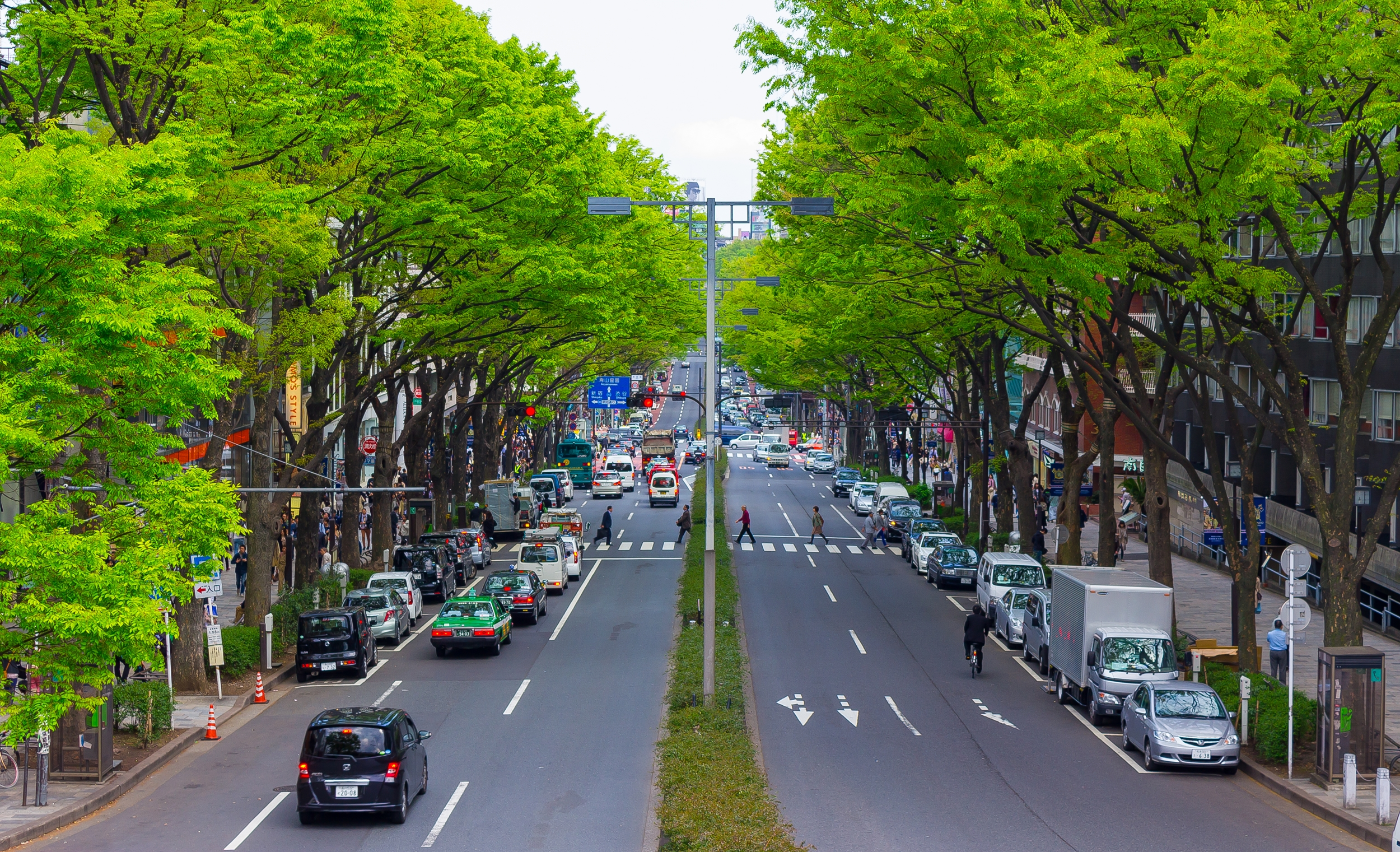
Omotesando, april 2012

Omotesandō werd in 1920 aangelegd als hoofdtoegangsweg naar de Meiji-jingū (Meiji-schrijn). Een jaar later werden aan weerszijden van de weg Japanse Zelkova's geplant. Veel bomen overleefden de Tweede Wereldoorlog niet, zodat tussen 1948 en 1949 een grootschalige herbeplanting werd uitgevoerd. Tegenwoordig staan 160 bomen langs de boulevard.
Omotesandō staat bekend als exclusieve winkelstraat waar internationale merken hun door beroemde architecten ontworpen flagship stores huisvesten.
In de straat bevinden zich onder meer winkels van Louis Vuitton (Jun Aoki, 2002) Prada (Herzog & de Meuron, 2003), Tod's (Toyo Ito, 2004), Dior (SANAA, 2004) en de winkelcentra Omotesando Hills (Tadao Ando, 2006) en Gyre (MVRDV, 2007).
Omotesandō maakt deel uit van prefecturale weg 413, een van de wegen in Tokio's metropolitaanse wegennet. Onder de straat bevinden zich de metrostations Meijijingūmae, onder de kruising met Meiji Dori, en Omotesandō, onder de kruising met Aoyama Dori.